# 기본 게이트웨이
기본 게이트웨이(default gateway)는 패킷의 대상 IP 주소와 일치하는 다른 경로 사양이 없을 때 다른 네트워크에 대한 전달 호스트(라우터) 역할을 하는 인터넷 프로토콜 스위트를 사용하는 컴퓨터 네트워크의 노드이다.

## 역할
게이트웨이는 다른 네트워크에 대한 액세스 지점 역할을 하는 네트워크 노드로, 종종 주소 지정 변경뿐만 아니라 다른 네트워킹 기술도 포함된다. 더 좁게 정의하면 라우터는 단지 네트워크 접두사가 다른 네트워크 간에 패킷을 전달하는 것뿐이다. 각 컴퓨터의 네트워킹 소프트웨어 스택에는 전송에 사용되는 인터페이스와 특정 주소 집합으로의 전달을 담당하는 네트워크의 라우터를 지정하는 라우팅 테이블이 포함되어 있다. 이러한 전달 규칙 중 어느 것도 주어진 대상 주소에 적합하지 않으면 기본 게이트웨이가 최후의 수단 라우터로 선택된다. 기본 게이트웨이는 노드의 라우팅 테이블과 기본 경로를 구성하기 위해 route 명령으로 지정할 수 있다.
가정이나 소규모 사무실 환경에서 기본 게이트웨이는 로컬 네트워크를 인터넷에 연결하는 DSL 라우터 또는 케이블 라우터와 같은 장치이다. 모든 네트워크 장치의 기본 게이트웨이 역할을 한다.
기업 네트워크 시스템에는 많은 내부 네트워크 세그먼트가 필요할 수 있다. 예를 들어 공용 인터넷의 호스트와 통신하려는 장치는 해당 네트워크 세그먼트의 기본 게이트웨이로 패킷을 전달한다. 또한 이 라우터에는 공용 네트워크에 한 홉 더 가까운 인접 네트워크의 장치로 구성된 기본 경로가 있다.